# Recorded Music NZ
Recorded Music NZ (RMNZ), dříve Recording Industry Association of New Zealand (RIANZ), je nezisková obchodní organizace sdružující hudební vydavatele a distributory Nového Zélandu. Členství je přístupné všem hudebním vydavatelstvím působícím v této zemi.

## Hudební ceny
Od roku 1965 pořádá každoroční udílení novozélandských hudebních cen New Zealand Music Awards.

## Hitparády
Uvolňuje oficiální statistiky novozélandských hitparád singlů a hudebních alb.
Do roku 2004 také vydávala celoroční pořadí singlů a alb novozélandských hitparád. Od roku 2004 jsou tyto žebříčky tvořeny na základě roční prodejnosti v zemi.

## Certifikace RIANZ
Hudební singl nebo album získává certifikaci platinové desky, pokud překročí hranici 15 000 prodaných nosičů a zlatou desku za překročení hranice 7 500 prodaných nosičů v zemi.
Zlatá certifikace je přiznána také DVD (dříve videokazetám) za 2 500 prodaných kopií a platinová certifikace za 5 000 prodaných kopií.
| Album a singl | Album a singl | Hudební DVD | Hudební DVD |
| ------------- | ------------- | ----------- | ----------- |
| Zlato         | Platina       | Zlato       | Platina     |
| 7 500         | 15 000        | 2 500       | 5 000       |

## Autorská práva
Autorská práva vztahující se na veřejná vystoupení umělců a šíření nahrávek členů RIANZ na území Nového Zélandu jsou zajišťována organizací Phonographic Performances New Zealand (PPNZ).

## Další činnost
RIANZ je novozélandským zástupcem zastřešující organizace International Standard Recording Code (ISRC) a přiděluje národní kódy všem audiovizuálním dílům v rámci jejich jednoznačné identifikace.
RIANZ je členem International Federation of the Phonographic Industries (IFPI).

## Rekordy hitparád

### Umělci s nejvyšším počtem hitů na 1. místě
- The Beatles (15)
Michelle; Paperback Writer; Yellow Submarine; Eleanor Rigby; Penny Lane; All You Need Is Love; Hello, Goodbye; Lady Madonna; Hey Jude; Revolution; Ob-La-Di, Ob-La-Da; Get Back; The Ballad of John & Yoko; Something; Come Together; Let It Be
- Michael Jackson (9)
 Don't Stop Til You Get Enough; Beat It; We Are the World (s dalšími umělci); Black Or White; Remember the Time; Give In To Me; Scream; You Are Not Alone; Blood on the Dance Floor
- U2 (8)
 Pride (In the Name of Love); Where The Streets Have No Name; One Tree Hill; Desire; Angel of Harlem; The Fly; Hold Me, Thrill Me, Kiss Me, Kill Me; Discothèque
- Bee Gees (7)
 Spicks and Specks; Massachusetts; I Started A Joke; Don't Forget to Remember; Stayin' Alive; Too Much Heaven; Tragedy
- Mariah Carey (7)
 Vision of Love; I'll Be There; Without You; Endless Love; Fantasy; One Sweet Day (společně s Boyz II Men); Heartbreaker (společně s Jay-Z)
- Akon (7)
 Lonely; Moonshine (společně se Savage); Smack That (společně s Eminemem); The Sweet Escape (společně s Gwen Stefani); Don't Matter; Bartender (společně s T-Painem); Sexy Bitch (společně s Davidem Guettou)
- Eminem (6)
 Without Me; Lose Yourself; My Band; Just Lose It; Smack That (společně s Akonem); We Made You
- ABBA (6)
 I Do, I Do, I Do, I Do, I Do; SOS; Fernando; Dancing Queen; Money, Money, Money; Chiquitita
- Elton John (6) 
 Crocodile Rock; Goodbye Yellow Brick Road; Philadelphia Freedom; Don't Go Breaking My Heart (společně s Kiki Dee); Nikita; Candle in the Wind
- UB40 (5) 
 Food For Thought; Red Red Wine; I Got You Babe (společně s Chrissie Hyndeovou); I'll Be Your Baby Tonight; I Can't Help Falling In Love With You
- Madonna (5) 
 Into the Groove; Like a Prayer; Vogue; Music; Don't Tell Me
- Chris Brown (5) 
 Run It!; Kiss Kiss; With You; No Air (společně s Jordin Sparks); Forever
- The Black Eyed Peas (5) 
 Where Is the Love?; Shut Up; Don't Phunk with My Heart; My Humps; I Gotta Feeling
- Timbaland (5)
  Promiscuous (společně s Nelly Furtado); SexyBack (společně s Justinem Timberlakem); Ayo Technology (společně s 50 Cent); Apologize ( One Republic); If We Ever Meet Again (společně s Katy Perryovou);

### Singly nejdéle na 1. místě

#### Nepřetržitě
- 14 týdnů
- Boney M. - Rivers of Babylon, 1978.
- 11 týdnů
- Whitney Houston - I Will Always Love You, 1992-1993.
- Smashproof featuring Gin Wigmore - Brother, 2009.
- 10 týdnů
- Tony Orlando & Dawn - Tie a Yellow Ribbon Round the Ole Oak Tree, 1973.
- Pussycat - Mississippi, 1976.
- UB40 - Can't Help Falling in Love, 1993.
- Lady Gaga - Poker Face, 2008-2009.
- Stan Walker - Black Box, 2009-2010.
- 9 týdnů
- The Black Eyed Peas - I Gotta Feeling, 2009.
- Avril Lavigne - Complicated, 2002.
- All Of Us - Sailing Away, 1986.

#### Celkově
- 12 týdnů
- Freddy Fender - Wasted Days and Wasted Nights, 1975.
- Scribe - Stand Up, 2003.
- 11 týdnů
- Crazy Frog - Axel F, 2005.
- 9 týdnů
- ABBA - Fernando, 1976
- Elton John a Kiki Dee - Don't Go Breaking My Heart, 1976